# Konstantin Igropulo

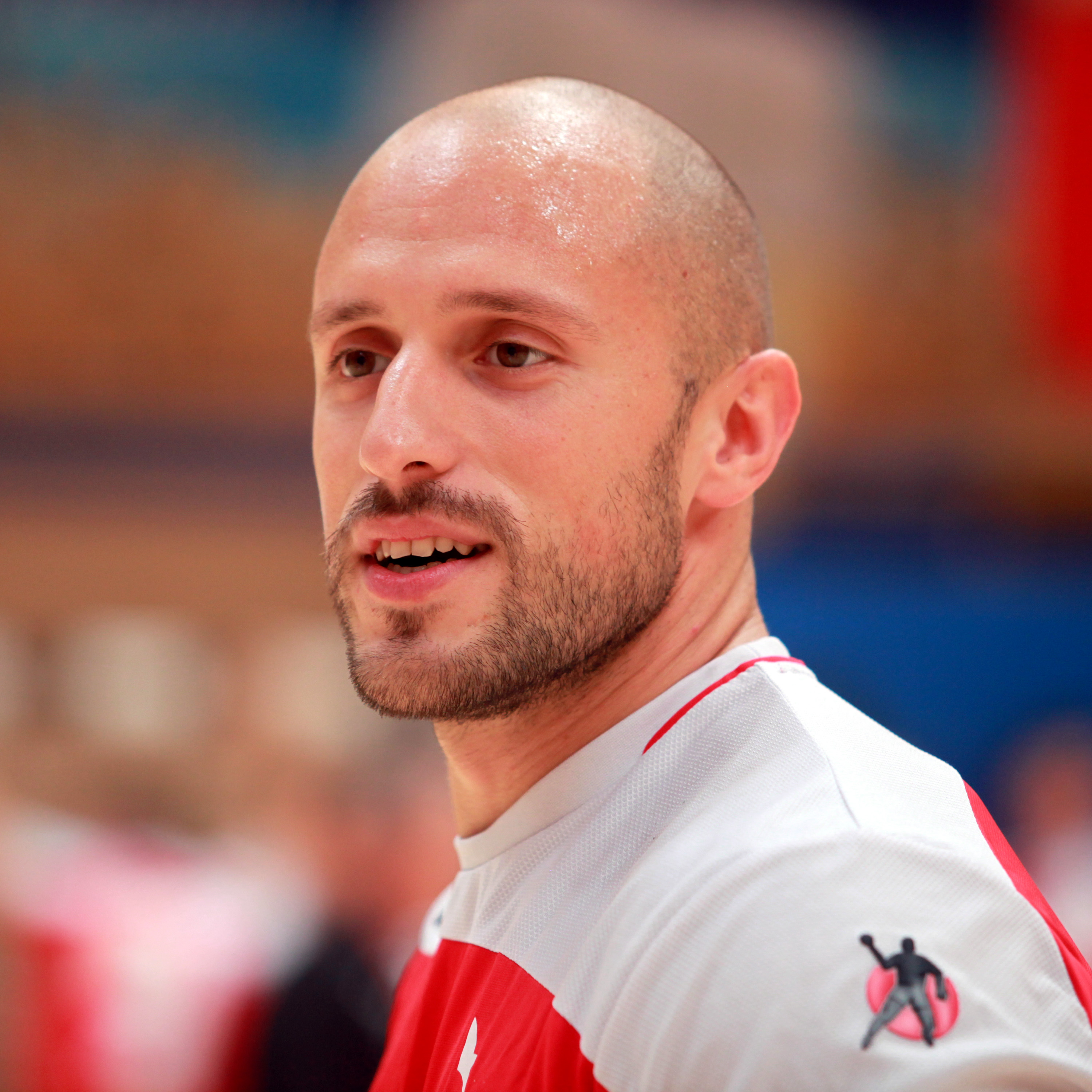
Konstantin Igropulo, 2012.

Konstantin Valerjevitj Igropulo (ryska: Константин Валерьевич Игропуло), född 14 april 1985 i Stavropol i dåvarande Sovjetunionen, är en rysk tidigare handbollsspelare (högernia).

## Klubbar
- Viktor-SKA Stavropol (1990–2002)
- Panellinios AC (2002–2004)
- Viktor-SKA Stavropol (2004–2005)
- Tjechovskije Medvedi (2005–2009)
- FC Barcelona (2009–2012)
- Füchse Berlin (2012–2015)
- KIF Kolding Köpenhamn (2015–2017)
- HK Mjasjkoŭ Brest (2017–2018)
- SPR Wisła Płock (2019–2020)